# Aula Isiaca
L'Aula Isiaca è una stanza sotterranea rinvenuta sotto la cosiddetta basilica-auditorium della Domus Flavia sul colle Palatino a Roma. Non è attualmente visitabile e gli affreschi ivi presenti sono stati rimossi e collocati in un ambiente adiacente alla Loggia Mattei e visibile affacciandosi alla stessa.

## Descrizione
Si tratta di un ambiente coperto a volta a botte di una casa repubblicana, scavata nel XVIII secolo, che venne decorata all'inizio dell'impero in età augustea, tra il 30 e il 25 a.C. con pitture di secondo stile avanzato. Il nome dell'aula deriva dai numerosi soggetti legati ai culti egiziani di Iside e Serapide.
La forma della sala è rettangolare, con i lati brevi leggermente incurvati, tagliati in parte dalle fondazioni di una vascona della Domus Transitoria di Nerone. Si è conservata quasi integralmente una sola delle pareti lunghe, che è tripartita nel senso della lunghezza da quattro sottili colonne, al di sopra di un alto podio dipinto, che accennano a magre prospettive. Al centro si trova affrescata un'edicoletta sopraelevata, che incornicia un quadro di paesaggio. La fascia a media altezza è decorata da quadretti con scene di genere e figurette tra girali. In alto corre il fregio con urei egizi. Ai lati dell'edicola completano l'insieme due grandi paesaggi mitologici, uno dei quali rappresenta forse la Nascita di Elena.
La decorazione superstite di uno dei lati brevi ha una partitura simile, con un vivace paesaggio nilotico sul podio. Il soffitto, conservato solo a tratti, presenta una decorazione molto raffinata, con complessi motivi nastriformi e simboli di Iside. Lo sfondo è bianco, sul quale i colori sono stesi con equilibrio tra le varie tonalità, scelte in modo da far risaltare i contrasti cromatici.
Tra i termini di confronto di queste pitture ci sono quelle della Casa della Farnesina, con analoghi fondi neutri e grandi quadri, anche se qui il cromatismo appare più studiato e la prospettiva più efficace.